# Hjälp sökes
Hjälp sökes är en svensk musikal med premiär 8 februari 2013 på Orionteatern i Stockholm. Musikalen har text av Kristina Lugn, musik av Benny Andersson, sångtexter av Björn Ulvaeus och idé och regi av Lars Rudolfsson. Föreställningen spelades i Stockholm till 2 juni 2013. Föreställningen filmades inför publik och visades på Sveriges Television i januari 2014. 

## Medverkande
- Johan Ulveson
- Magnus Roosmann
- Sofia Pekkari
- Suzanne Berdino

Förutom dessa skådespelare och sångare medverkade även två kor, en häst, två grisar, en get, tre hundar och fyra gäss i föreställningen. 

## Handling
Bröderna Axel och Engelbrekt lever som bönder på en mindre lantgård utanför Tierp och grubblar över livets stora frågor, såväl som hushållsarbetet. De sätter in en annons i Upsala Nya Tidning där de söker hjälp till gården. Annonsen besvaras av en ung kvinna och hennes stumma mor, vilka anländer till gården tillsammans med sin get. 

## Konceptalbum
Musikalens musik spelades in i studio och släpptes på CD-skiva den 4 september 2013. Sofia Pekkaris Svarta silhuetter testades till Svensktoppen 8 december 2013, men tog sig inte in på listan. 

### Låtlista
Tio låtar gavs ut på CD den 4 september 2013.
| 1.  | Ouvertyr             |               | Benny Andersson |                                               | 4:36  |
| 2.  | Bortom sol och måne  | Björn Ulvaeus | Benny Andersson | Sofia Pekkari                                 | 2:40  |
| 3.  | Själv är bäste dräng | Björn Ulvaeus | Benny Andersson | Johan Ulveson, Magnus Roosmann                | 3:25  |
| 4.  | Svarta Sillhuetter   | Björn Ulvaeus | Benny Andersson | Sofia Pekkari                                 | 4:45  |
| 5.  | Vågar jag älska dig  | Björn Ulvaeus | Benny Andersson | Magnus Roosmann                               | 3:32  |
| 6.  | Stackars Axels sång  | Björn Ulvaeus | Benny Andersson | Johan Ulveson, Magnus Roosmann, Sofia Pekkari | 2:55  |
| 7.  | Den jag vill vara    | Björn Ulvaeus | Benny Andersson | Sofia Pekkari                                 | 5:12  |
| 8.  | Som en hägring       | Björn Ulvaeus | Benny Andersson | Johan Ulveson, Magnus Roosmann                | 4:28  |
| 9.  | Ro hit en dyckert    | Björn Ulvaeus | Benny Andersson | Johan Ulveson, Magnus Roosmann, Sofia Pekkari | 3:12  |
| 10. | Final                | Björn Ulvaeus | Benny Andersson | Johan Ulveson, Magnus Roosmann                | 12:43 |